# Stora Räntan
Stora Räntan, finska: Harakka, är en ö i Finland. Den ligger i Finska viken och i kommunen Helsingfors i landskapet Nyland, i den södra delen av landet. Ön ligger nära Helsingfors.
Öns area är 8,5 hektar och dess största längd är 0,5 kilometer i sydöst-nordvästlig riktning. Ön höjer sig omkring 20 meter över havsytan.